# Cristina Sánchez
Cristina Sánchez de Pablos (Madrid, 20 febbraio 1972) è una torera spagnola che ha guadagnato notorietà negli anni '90 per essere stata una delle prime torere donne.

## Carriera
Cristina Sánchez de Pablos, nata il 20 febbraio 1972 a Madrid, Spagna, è una torera in pensione che ha abbattuto le barriere nel mondo della tauromachia, dominato dagli uomini, divenendo la prima donna torera.
È la figlia del banderillero Antonio Sánchez.
Inizialmente, la sua famiglia si oppose alle sue ambizioni, ma poi cedette e le permise di frequentare la Scuola Taurina di Madrid. Ha debuttato come torera a Madrid il 13 febbraio 1993. Il 25 maggio 1996, a Nîmes, in Francia, Sánchez ha ottenuto lo status di "alternativa", con Curro Romero come suo padrino e José Mari Manzanares come testimone, diventando la prima donna a completare la sua alternativa in Europa.
Sánchez ha affrontato sfide durante tutta la sua carriera, inclusa la discriminazione da parte di colleghi maschi che si rifiutavano di condividere l'arena con lei. Nonostante questi ostacoli, è diventata una figura di spicco, vista da alcuni come una rappresentante del movimento femminista degli anni '90.
Il 12 ottobre 1999, Sánchez si è ritirata dalla corrida. Nel giugno 2000, ha sposato il banderillero portoghese Alexandre da Silva e hanno due figli. Dal suo ritiro, Sánchez è rimasta legata al mondo della corrida come commentatrice.